# Virslīga 2014
La Virslīga 2014 è stata la 23ª edizione della massima divisione del calcio lettone dall'indipendenza e la 40ª con questa denominazione. La stagione è iniziata il 22 marzo ed è terminata il 16 novembre con lo spareggio retrocessione. Ha visto la vittoria finale del Ventspils giunto al suo sesto titolo, il secondo consecutivo.

## Formula
Le 10 squadre partecipanti si affrontano in due gironi di andata e ritorno, per un totale di 36 partite.
La squadra campione di Lettonia ha il diritto a partecipare alla UEFA Champions League 2015-2016 partendo dal secondo turno preliminare.
Le squadre classificate al secondo e terzo posto sono ammesse alla UEFA Europa League 2015-2016 partendo dal primo turno preliminare.
La vincitrice della Coppa nazionale è ammessa alla UEFA Europa League 2015-2016 partendo dal primo turno preliminare.
La penultima classificata affronta in uno spareggio la seconda classificata della 1. Līga, mentre l'ultima classificata retrocede direttamente in 1. Līga.

## Squadre partecipanti
| Club             | Città      | Stadio                   | Posizione 2013      |
| ---------------- | ---------- | ------------------------ | ------------------- |
| Daugava          | Daugavpils | Stadio Daugava           | 3º posto            |
| Daugava Rīga     | Riga       | Stadio Daugavas          | 4º posto            |
| BFC Daugavpils   | Daugavpils | Celtnieks Stadium        | 1º posto in 1. Līga |
| Jelgava          | Jelgava    | Centro Sportivo Zemgales | 7º posto            |
| Jūrmala          | Jūrmala    | Stadio Slokas            | 6º posto            |
| Liepāja          | Liepāja    | Stadio Daugava           | [ 1 ]               |
| Metta/LU         | Riga       | Stadio Arkādija          | 8º posto            |
| Skonto           | Riga       | Stadio Skonto            | 2º posto            |
| Spartaks Jūrmala | Jūrmala    | Stadio Slokas            | 7º posto            |
| Ventspils        | Ventspils  | Stadio Olimpico          | Campione            |

## Classifica finale
|                     | Pos. | Squadra          | Pt | G  | V  | N  | P  | GF | GS  | DR  |
| ------------------- | ---- | ---------------- | -- | -- | -- | -- | -- | -- | --- | --- |
| Lettonia (bandiera) | 1.   | Ventspils        | 83 | 36 | 26 | 5  | 5  | 73 | 20  | +53 |
|                     | 2.   | Skonto           | 71 | 36 | 25 | 1  | 10 | 77 | 34  | +43 |
|                     | 3.   | Jelgava          | 70 | 36 | 20 | 10 | 6  | 57 | 27  | +30 |
|                     | 4.   | Liepāja          | 66 | 36 | 21 | 3  | 12 | 72 | 45  | +27 |
|                     | 5.   | Daugava          | 65 | 36 | 19 | 8  | 9  | 53 | 39  | +14 |
|                     | 6.   | Spartaks Jūrmala | 51 | 36 | 14 | 9  | 13 | 38 | 32  | +6  |
|                     | 7.   | Daugava Rīga     | 43 | 36 | 13 | 4  | 19 | 48 | 64  | -16 |
|                     | 8.   | BFC Daugavpils   | 29 | 36 | 8  | 5  | 23 | 30 | 65  | -35 |
|                     | 9.   | Metta/LU         | 16 | 36 | 3  | 7  | 26 | 26 | 69  | -43 |
|                     | 10.  | Jūrmala          | 7  | 36 | 2  | 6  | 28 | 29 | 110 | -81 |

Legenda:

      Campione di Lettonia e ammessa alla UEFA Champions League 2015-2016

      Ammesse alla UEFA Europa League 2015-2016

      Ammessa allo spareggio promozione-retrocessione

      Retrocessa in 1. līga 2015

## Risultati
|                | Dau     | DRi     | BFC     | Jel     | Jur     | Lie     | Met     | Sko     | Spa     | Ven     |
| -------------- | ------- | ------- | ------- | ------- | ------- | ------- | ------- | ------- | ------- | ------- |
| Daugava        | ––––    | 1-0 2-2 | 2-1 5-0 | 1-2 1-0 | 2-0 1-0 | 5-3 3-1 | 1-0 2-1 | 0-4 0-1 | 3-3 1-0 | 1-1     |
| Daugava Riga   | 0-1 1-4 | ––––-   | 1-0 4-2 | 0-3 1-3 | 3-0 3-1 | 4-0 2-4 | 1-0 2-0 | 1-6 1-2 | 0-2 2-1 | 0-4 0-3 |
| BFC Daugavpils | 0-1 0-2 | 3-2 0-1 | ––––-   | 2-3 0-2 | 1-1 4-2 | 1-1 0-4 | 1-1 4-1 | 0-2 1-0 | 1-3 1-0 | 0-3 0-1 |
| Jelgava        | 1-1 1-0 | 4-1 1-1 | 1-0 2-0 | ––––    | 5-0 2-1 | 3-0 1-0 | 1-1     | 0-3 0-1 | 0-0     | 1-2 1-0 |
| Jurmala        | 2-3 1-1 | 1-1 0-6 | 1-2 1-1 | 1-3 0-2 | ––––    | 2-3 0-2 | 0-3 1-0 | 0-5 1-7 | 0-1 1-2 | 0-6 0-7 |
| Liepāja        | 0-3 3-2 | 1-0 1-2 | 2-1 5-0 | 2-3 2-1 | 7-0 6-0 | ––––    | 2-1 2-0 | 1-0 3-0 | 2-0 3-0 | 2-0 1-1 |
| Metta/LU       | 0-1     | 0-2 1-2 | 1-0 1-1 | 1-1 0-3 | 2-4 1-1 | 1-4 0-2 | ––––    | 1-2 0-3 | 2-2 2-1 | 0-2 0-3 |
| Skonto         | 2-1 1-0 | 5-1 4-1 | 3-1 2-0 | 1-1 0-3 | 1-0 4-3 | 2-0 1-2 | 3-1     | ––––    | 2-1 0-1 | 2-0 2-4 |
| Spartaks       | 0-0     | 1-0     | 0-1 2-0 | 0-1 1-1 | 1-1 4-1 | 2-0 0-0 | 4-1 2-0 | 0-2 1-0 | ––––    | 1-0 1-2 |
| Ventspils      | 3-0 4-0 | 2-0 0-0 | 0-1 2-0 | 0-0 2-0 | 3-1 6-1 | 3-2 1-0 | 2-0 2-1 | 1-0 2-1 | 1-0     | ––––    |

### Play-off promozione-retrocessione
|               |       |               | Città e data              |
| ------------- | ----- | ------------- | ------------------------- |
| Metta/LU      | 1 - 0 | Rēzeknes BJSS | Riga, 12 novembre 2014    |
| Rēzeknes BJSS | 1 - 5 | Metta/LU      | Rēzekne, 16 novembre 2014 |

Il Metta/LU conserva il posto in Virslīga.

## Statistiche

### Classifica marcatori
| Gol |  |  | Giocatore             | Squadra          |
| --- |  |  | --------------------- | ---------------- |
| 28  |  |  | Vladislavs Gutkovskis | Skonto           |
| 23  |  |  | Jānis Ikaunieks       | Liepāja          |
| 15  |  |  | Vladislavs Kozlovs    | Jelgava          |
| 14  |  |  | Edgars Gauračs        | Spartaks Jūrmala |
| 12  |  |  | Jevgēņijs Kosmačovs   | Daugava          |
| 12  |  |  | Kristaps Grebis       | Liepāja          |
| 12  |  |  | Mantas Savėnas        | Daugava Rīga     |
| 12  |  |  | Ndue Mujeci           | Ventspils        |

## Verdetti finali
- Ventspils campione di Lettonia e ammesso al secondo turno di UEFA Champions League 2015-2016.
- Skonto Riga, Jelgava e Spartaks ammessi al primo turno di UEFA Europa League 2015-2016.
- Jūrmala retrocesso in 1. Līga.